# Sinfonie g-Moll (Schumann)
Die Sinfonie g-Moll von Robert Schumann (1810–1856) ist ein früher, unvollendet gebliebener Versuch des Komponisten auf dem Gebiet der Sinfonie. Das 1832/33 entstandene Werk mit zwei aufführbaren Sätzen wird nach dem Ort der Uraufführung auch als Zwickauer Sinfonie bezeichnet. Es blieb zu Lebzeiten des Komponisten ungedruckt.

## Entstehung, Aufführungen und Fassungen

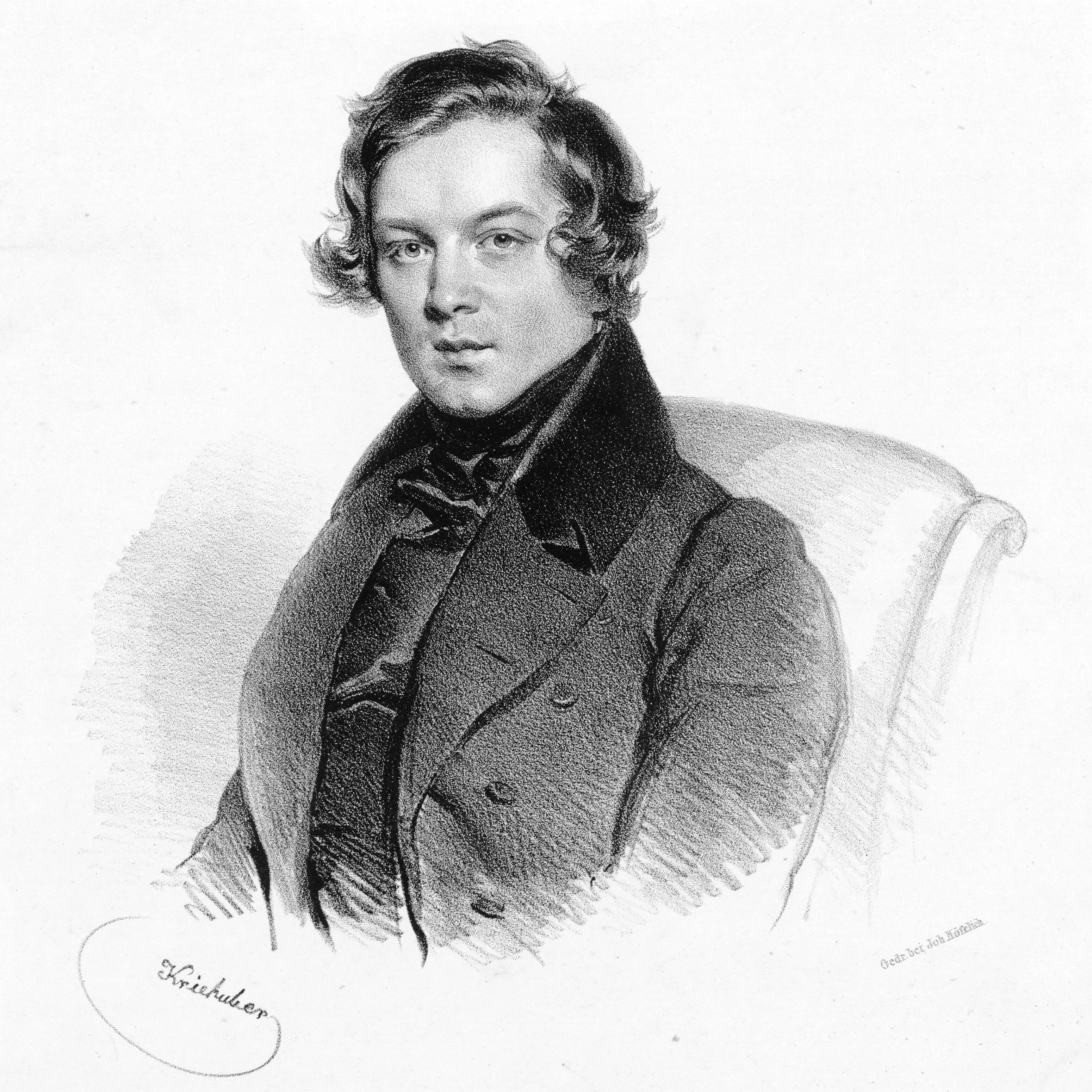
Robert Schumann, Lithographie von Josef Kriehuber, 1839

Robert Schumann hatte bereits erste Klavierkompositionen publiziert (darunter die Papillons op. 2) und beabsichtigte eine Karriere als Pianist, bis sich 1832 Lähmungserscheinungen an seiner rechten Hand einstellten. Dieser Umstand war wohl mit ausschlaggebend, sich intensiver mit Fragen der Instrumentierung und Orchesterkomposition auseinanderzusetzen. Waren bis dahin nur fragmentarische Skizzen sinfonischer Intention entstanden, vollendete er den im Herbst 1832 begonnenen ersten Satz einer Sinfonie in g-Moll bis zum November, um einen am 18. November 1832 angesetzten Aufführungstermin in Zwickau halten zu können, der in Verbindung mit einem Konzert der Pianistin Clara Wieck, Schumanns späterer Ehefrau, stand. Es folgte am 18. Februar 1833 eine weitere Aufführung in Schneeberg, für die Schumann den ersten Satz umarbeitete und einen zweiten Satz ergänzte, der allerdings zu Schumanns Lebzeiten nie gespielt wurde. Zu einer dritten Aufführung des erneut überarbeiteten ersten Satzes kam es – wiederum im Rahmen eines Auftrittes von Clara Wieck – am 29. April 1833 im Leipziger Gewandhaus. 
Der Erstdruck von Schumanns g-Moll-Sinfonie, die auch als „Zwickauer Sinfonie“ oder „Jugendsinfonie“ bezeichnet wird, erschien 1972 im Verlag Litolff/Peters in einer Bearbeitung des Schweizer Dirigenten Marc Andreae. 2014 erschienen in der Neuen Robert-Schumann-Gesamtausgabe die verschiedenen Fassungen des Torsos gemäß dem Werkverzeichnis von Margit L. McCorkle als Anhang 3, herausgegeben von Matthias Wendt. Nach einer auf Hofmann-Keil zurückgehenden Zählung wird die g-Moll-Sinfonie als Werk ohne Opuszahl (WoO) mit der Nummer 29 geführt.
Beim Eröffnungskonzert des Zwickauer Schumann-Fests 2019 am 6. Juni 2019 wurde die Sinfonie in einer durch Olav Kröger vervollständigten viersätzigen Fassung mit dem Philharmonischen Orchester Plauen-Zwickau unter Leo Siberski uraufgeführt.

## Instrumentation und Charakterisierung
Schumanns g-Moll-Sinfonie hat folgende Besetzung: 2 Flöten, 2 Oboen, 2 Klarinetten, 2 Fagotte, 2 Hörner, 2 Trompeten, 3 Posaunen, Pauken und Streicher.
Der erste Satz (Allegro molto) folgt der Sonatenform und beginnt mit einer mottoartigen Dominant-Tonika-Kadenz, bevor das durch punktierte Rhythmen und Synkopen gekennzeichnete Hauptthema einsetzt. Das Seitenthema steht in B-Dur. Das thematische Material des Satzes zeigt Verwandtschaft zu den kurz zuvor vollendeten Papillons op. 2. Die Durchführung präsentiert neben den beiden Themen auch neues motivisches Material. 
Der zweite Satz (Andantino quasi Allegretto) steht in h-Moll und kombiniert als dreiteilige Liedform durch ein den Mittelteil bildendes Intermezzo quasi Scherzo einen langsamen Satz mit einem Scherzo.
Zu den Sätzen 3 und 4 sind nur Fragmente als Particell oder in Partiturform vorhanden; das Finale sollte offenbar eine Fuge enthalten. 
Die Spieldauer der beiden aufführbaren Sätze von Schumanns g-Moll-Sinfonie beträgt etwa 20 Minuten.
Friedrich Wieck schrieb nach der Zwickauer Uraufführung in das Tagebuch seiner Tochter: „Erster Satz von Schumanns Sinfonie wurde gegeben – aber nicht verstanden. Sie machte – für so ein Publicum wenigstens – zu wenig Effekt. – ist aber gut gearbeitet und erfunden – aber zu mager instrumentiert“. Schumann schrieb (allerdings erst 2 Monate nach der Leipziger Aufführung) an seine Mutter: „Meine Sinfonie […] hat mir viel Freunde unter den größten Kunstkennern gemacht […]“.